# Cascada Sutherland
La cascada Sutherland (Sutherland Falls) es una cascada cerca de Milford Sound (Fiordland) en el sur de Nueva Zelanda. Con una caída de agua de 580 metros (1.904 pies), se creyó durante mucho tiempo que era la cascada más alta de Nueva Zelanda. Sin embargo, las Cascadas Browne de 843 metros (2.766 pies) debajo de una montaña en Doubtful Sound, llevaron a considerla como la segunda mayor.
El agua cae en tres cascadas, la parte superior es de 229 m de alto, medio - 248 m más abajo, - 103 m de altura. La caída vertical de 580 m se hace más de 480 m de distancia horizontal, con lo que la calificación media de las caídas es de aproximadamente 56 grados.
La base de la cascada Sutherland está a 90 minutos (ida y vuelta) a pie desde Milford Track.

## Patrimonio de la UNESCO
La cascada fue designada como parte del Parque nacional de Fiordland que fue declarado posteriormente Patrimonio de la Humanidad por la UNESCO.